# Памятник Губкину
Памятник купцу и благотворителю А. С. Губкину установлен в Кунгуре в сквере у Кунгурского краеведческого музея на перекрёстке улиц Гоголя и Советская.

## История
Впервые идея поставить памятник кунгурскому «чайному королю», общественному деятелю и благотворителю Алексею Семёновичу Губкину появилась в 1915 г. перед столетием со дня его рождения. Инициатором увековечивания памяти великого Гражданина стал гласный Кунгурской городской Думы А. В. Порозов. Однако тогда идея не была реализована из-за нехватки средств. К ней вернулись почти столетие спустя — в 2005 г. по инициативе главы города Кунгура Махмудова А.Н.(2004—2008) принявшего активное участие в разработке эскизов памятника, благоустройстве будущего «Сквера имени Губкина» и привлечении финансовых средств на реализацию проекта. Был создан макет , а в 2006 г. памятник был заложен. В августе 2007 г. памятник А. С. Губкину был установлен и торжественно открыт в дни Фестиваля исторических городов Пермского края.
Авторы памятника: архитектор Алексей Николаевич Шипигузов и пермский скульптор Николай Николаевич Хромов. При создании эскиза использовались архивные фотографии Краеведческого музея.
Памятник планировалось сделать из бронзы, но в итоге в качестве материала выбрали чугун. Работа была выполнена специалистами из Москвы. Высота памятника составляет 2,2 м, а высота его гранитного постамента имеет высоту 1,25 м. Надпись на постаменте гласит:
 Почётному гражданину

города Кунгура

Губкину

Алексею Семёновичу

за деяния во славу

родного города
На обратной стороне памятника укреплён картуш с текстом
Установлен по решению Кунгурской городской Думы (1915 г.) трудами и заботами Депутата Законодательного Собрания Пермского края, Генерального директора ООО «ЛУКОЙЛ-Пермь» Александра Викторовича Лейфрида, Главы города Кунгура Амира Наримановича Махмудова, Заслуженного строителя Российской Федерации Анатолия Матвеевича Теклюка, Директора Кунгурского краеведческого музея Сергея Михайловича Мушкалова